# 五指峰乡
五指峰乡，是中华人民共和国江西省赣州市上犹县下辖的一个乡镇级行政单位。

## 行政区划
五指峰乡下辖以下地区：
鹅形村、高峰村、黄竹头村、象形村、晓水村、黄沙坑村和双宵村。